# Armando Ariostini
Armando Ariostini (Milano, 30 marzo 1951) è un baritono italiano.

## Biografia
Nato a Milano, inizia a studiare con Lia Guarini, per poi divenire "cadetto" alla "Scuola di Perfezionamento per Artisti Lirici del Teatro alla Scala" guidato da maestri come Edoardo Muller, Gina Cigna e Giulietta Simionato.
Finalista e vincitore di numerosi concorsi internazionali tra cui "Voci Verdiane" a Busseto, "Laboratorio Lirico" di Alessandria e "Achille Peri" a Reggio Emilia e "Maria Callas" indetto dalla RAI.

## Repertorio
| Ruolo                  | Titolo                                   | Autore                    |
| ---------------------- | ---------------------------------------- | ------------------------- |
| Piritoo                | Arianna in Nasso                         | Nicola Porpora            |
|                        | La finta pazza                           | Francesco Sacrati         |
| Calender               | Les pelerins de la Mecque                | Christoph Willibald Gluck |
| Bajazet                | Il Tamerlano                             | Antonio Vivaldi           |
| Figaro                 | Il barbiere di Siviglia                  | Giovanni Paisiello        |
| Acmet                  | Il re Teodoro in Venezia                 | Giovanni Paisiello        |
| Milord                 | L'italiana in Londra                     | Domenico Cimarosa         |
| Romualdo               | Le astuzie femminili                     | Domenico Cimarosa         |
| Acmet                  | I turchi amanti                          | Domenico Cimarosa         |
|                        | Axur, Re d'Ormus                         | Antonio Salieri           |
| Conte Almaviva         | Le nozze di Figaro                       | Wolfgang Amadeus Mozart   |
| Guglielmo              | Così fan tutte                           | Wolfgang Amadeus Mozart   |
| Momus                  | Platée                                   | Jean-Philippe Rameau      |
| Poeta                  | Il turco in Italia                       | Gioachino Rossini         |
| Figaro                 | Il barbiere di Siviglia                  | Gioachino Rossini         |
| Pacuvio/Macrobio       | La pietra del paragone                   | Gioachino Rossini         |
| Parmenione             | L'occasione fa il ladro                  | Gioachino Rossini         |
| Halì/Taddeo            | Italiana in Algeri                       | Gioachino Rossini         |
| Don Alvaro             | Il viaggio a Reims                       | Gioachino Rossini         |
| Dandini                | La Cenerentola                           | Gioachino Rossini         |
| Fabrizio               | Crispino e la comare                     | Luigi e Federico Ricci    |
| Tebaldo                | Giulietta e Romeo                        | Nicola Vaccaj             |
| Valdeburgo             | La straniera                             | Vincenzo Bellini          |
| Filippo                | Beatrice di Tenda                        | Vincenzo Bellini          |
| Riccardo               | I puritani                               | Vincenzo Bellini          |
| Publio                 | L'esule di Roma                          | Gaetano Donizetti         |
| Belcore                | L'elisir d'amore                         | Gaetano Donizetti         |
| Enrico                 | Lucia di Lammermoor                      | Gaetano Donizetti         |
| Procolo/Prospero       | Le convenienze ed inconvenienze teatrali | Gaetano Donizetti         |
| Enrico                 | Il campanello dello speziale             | Gaetano Donizetti         |
| Antonio                | Linda di Chamounix                       | Gaetano Donizetti         |
| Gasparo                | Rita                                     | Gaetano Donizetti         |
| Malatesta              | Don Pasquale                             | Gaetano Donizetti         |
| Cecil                  | Maria Stuarda                            | Gaetano Donizetti         |
| Sulpice                | La figlia del reggimento                 | Gaetano Donizetti         |
| Germont                | La traviata                              | Giuseppe Verdi            |
| Renato                 | Un ballo in maschera                     | Giuseppe Verdi            |
| Rodrigo                | Don Carlos                               | Giuseppe Verdi            |
| Paolo                  | Simon Boccanegra                         | Giuseppe Verdi            |
| Ford                   | Falstaff                                 | Giuseppe Verdi            |
| Barone di Kelbar       | Un giorno di regno                       | Giuseppe Verdi            |
| Valentino              | Faust                                    | Charles Gounod            |
| Escamillo/Dancairo     | Carmen                                   | Georges Bizet             |
| Lescaut                | Manon                                    | Jules Massenet            |
| Albert                 | Werther                                  | Jules Massenet            |
| Cunlight               | Vittoria e il suo ussaro                 | Paul Abraham              |
| Eisenstein             | Il pipistrello                           | Johann Strauss            |
| Carnero                | Lo zingaro barone                        | Johann Strauss            |
| Primo ministro         | Sangue viennese                          | Johann Strauss            |
| Giove                  | Orfeo all'inferno                        | Jacques Offenbach         |
| Choufleury             | Monsieur Choufleury                      | Jacques Offenbach         |
| Matamor                | Le Croquefer                             | Jacques Offenbach         |
| Conte Oscar            | Barbablù                                 | Jacques Offenbach         |
| Danilo                 | La vedova allegra                        | Franz Lehár               |
| Boccaccio              | Boccaccio                                | Franz von Suppé           |
| Edvino                 | La principessa della czardas             | Emmerich Kálmán           |
| Lelio                  | Il parlatore eterno                      | Amilcare Ponchielli       |
| Gil                    | Il segreto di Susanna                    | Ermanno Wolf-Ferrari      |
| Lelio                  | Le donne curiose                         | Ermanno Wolf-Ferrari      |
| Marcello/Schaunard     | La bohème                                | Giacomo Puccini           |
| Lescaut                | Manon Lescaut                            | Puccini                   |
| Sharpless              | Madama Butterfly                         | Puccini                   |
| Ping                   | Turandot                                 | Puccini                   |
| Scarpia                | Tosca                                    | Puccini                   |
| Poeta Olivier          | Capriccio                                | Richard Strauss           |
| Silvio + Prologo       | Pagliacci                                | Ruggero Leoncavallo       |
| David                  | L'amico Fritz                            | Pietro Mascagni           |
| Michonnet              | Adriana Lecouvreur                       | Francesco Cilea           |
| Soldat ossia Valentino | Dottor Faust                             | Ferruccio Busoni          |
| Roderick               | La chute de la maison Usher              | Claude Debussy            |
| Siskov                 | Da una casa di morti                     | Leoš Janáček              |
|                        | Pulcinella                               | Igor Stravinskij          |
|                        | Carmina Burana                           | Carl Orff                 |
| Ben                    | Il telefono                              | Gian Carlo Menotti        |
| Tom                    | La gatta inglese                         | Hans Werner Henze         |
| Babbo                  | Pollicino                                | Hans Werner Henze         |
| Adam                   | La brocca rotta                          | Flavio Testi              |
| Gatto                  | Il gatto con gli stivali                 | Marco Tutino              |
| Rico                   | Il viaggio                               | Fabio Vacchi              |
| Erik Satie             | The banquet                              | Marcello Panni            |

## DVD
- Donizetti: Linda di Chamounix (Zurich Opera, 1996) - Edita Gruberová/László Polgár (basso)/Armando Ariostini, regia Daniel Schmid, Arthaus Musik/Naxos
- Giordano: Andrea Chenier (Teatro Comunale di Bologna, 2006) - José Cura/Maria Guleghina/Armando Ariostini/Carlo Rizzi (direttore d'orchestra), Arthaus Musik/Naxos